# Sisymbrium polymorphum
Sisymbrium polymorphum là một loài thực vật có hoa trong họ Cải. Loài này được (Murray) Roth miêu tả khoa học đầu tiên năm 1830.